# La Calera, Argentina
La Calera är en ort i Argentina.   Den ligger i provinsen Córdoba, i den centrala delen av landet, 700 km nordväst om huvudstaden Buenos Aires. La Calera ligger 495 meter över havet och antalet invånare är 24 796.
Terrängen runt La Calera är platt åt sydost, men åt nordväst är den kuperad. Runt La Calera är det mycket tätbefolkat, med 2 345 invånare per kvadratkilometer.. Närmaste större samhälle är Córdoba, 16,5 km sydost om La Calera.
Runt La Calera är det i huvudsak tätbebyggt.